# 溥心畬
溥心畬（1896年9月2日—1963年11月18日），爱新觉罗氏，滿洲鑲藍旗人，恭親王奕訢次孫，溥字輩，光緒帝賜名儒，字心畬，齋號寒玉堂。生於大清北京。因其詩、書、畫與張大千齊名，故後人將兩人並稱為「南張北溥」。與黃君璧、張大千以「渡海三家」齊名。任教於國立臺灣師範大學美術系。

## 生平
溥心畬為道光帝六子恭親王奕訢次孫、郡王銜貝勒載瀅次子，生母為側福晉項氏；出生滿五月即蒙恩賜「頭品頂戴」。
父載瀅為奕訢次子、慈禧太后養女榮壽固倫公主（奕訢長女）之弟；過繼給叔父、道光帝八子鍾郡王奕詥為嗣並襲貝勒爵，後因拳亂坐事奪爵歸宗。原可承襲父親爵位的溥心畬，無爵可繼。 
身為恭親王後裔的溥心畬，幼年於恭王府學文，在大內培養「琴棋書畫詩酒花」的美學造詣，性格內向而好學。光緒帝駕崩前夕，與兄溥偉受命入宮甄選皇帝，但未中選。清帝退位後，與母親、兄長等家人一同移住其祖父恭親王奕訢在甲申易樞後的隱居地，西山戒臺寺，從此開始使用「西山逸士」之名。1924年遷回恭王府萃錦園，其堂號「寒玉堂」匾額至今仍留存於翠錦園蝠廳內。
1910年入贵胄法政学堂学习，后法政学堂并入北京法政专门学校，1913年毕业。1927年曾赴日本讲学，任京都帝國大學教授。
溥儒和族弟溥伒（雪齋）各有一方內容和形式相同的閑章，其印文為「舊王孫」。1925年組成松風畫會，與其他成員溥雪齋、溥毅齋、溥松窗、溥庸齋、祁井西、啟功、葉仰曦、關松房等人多有宮廷背景，幾乎壟斷當時北京的書畫市場，因而被譽為「松風九友」。其中溥心畬、溥伒（雪齋）、溥僩（毅齋）、溥佺（松窗）又合稱「四溥」。1926年，經陳三立介紹與張大千相識，後兩人時有合作，而漸漸興起所謂「南張北溥」的說法。

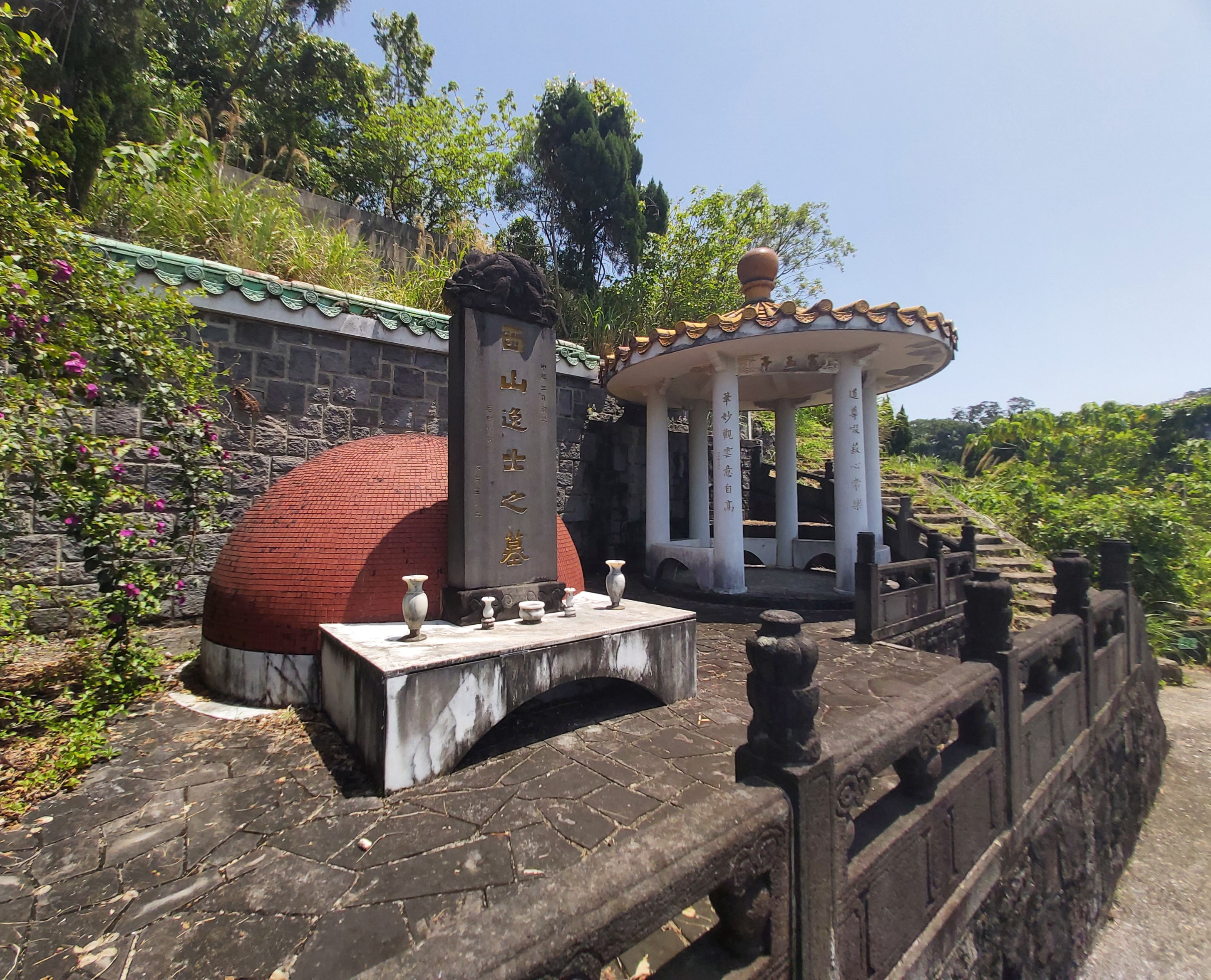
西山逸士之墓

1949年，溥心畬先遷居至舟山島，再隨中華民國政府遷居台北市臨沂街，同年10月受黃君璧之邀，就任於台灣省立師範學院（今國立臺灣師範大學）藝術學系。蔣中正總統曾擬授考試委員、國策顧問等職，一概婉謝。第一夫人宋美齡欲拜師習畫，傳以愧對先祖為由推辭。居台期間，除擔任臺灣師範大學及東海大學教授，亦於自宅開班授徒，門生有羅青哲、江兆申、傅申、劉國松、諶德容等。同時赴亞洲各國講學。晚年對台灣風景事物開始觀察描繪，多幅精品今典藏於國立故宮博物院、國立歷史博物館與中國文化大學華岡博物館。

## 庋藏文物
西晉 陸機〈平復帖〉　1937年溥母項夫人過世，為辦理喪事將家傳的〈平復帖〉售予張伯駒。為現存最早的名家法帖，現藏於北京故宮。

傳宋　易元吉〈聚猿圖〉　現藏於大阪市立美術館

宋　〈散牧圖〉現藏於大阪市立美術館

傳唐　韓幹〈照夜白圖〉　現藏於美國大都會博物館

## 著作
〈寒玉堂書畫論〉

〈寒玉堂詩集〉

## 家庭
- 正妻：羅清媛，多罗特氏，为清末陕甘总督升允之女，善绘画。和溥心畬在青岛结婚。1924年、1925年先后生子毓岦、毓岑。1947年8月23日逝世，安葬在北京东北义园。[12]
- 继室：李墨雲
- 長男：毓岦（一名孝華）
- 次男：毓岑
- 義子：毓岐

## 親屬
- 堂弟：溥儀
- 兄：恭賢親王溥偉

## 評論
- 溥心畬出身皇室，對大內珍藏有機會多所觀摹，雖無師承，但書畫俱是北宗家法，惟其以文人自許，視作畫為文人餘事，因此盛年未全心付諸於此，但其畫作卻因此顯得高雅清靜[13]。
- 溥心畬價值觀遠承宋人，在民初畫壇新人輩出的時代，溥心畬或許內涵不同於前人，論藝術表現則寡見創新。
- 溥心畬於當代雖留德多年，精神上仍追遠傳統文化，非積極溝通中外之角色；開創性或許難與徐悲鴻一較，但在延續傳統方面，溥心畬則以授徒的方式傳承了古典文化的根本。
- 溥心畬自称曾留学德国，获得柏林大学天文学和生物学博士学位。根据蔡登山的考据，此说法疑点颇多，并无实据，可能是本人晚年滑稽玩世之举。[14]
- 溥心畬書法字畫作品眾多，精品包含游絲書法、篆書聯等；記趣遊歷、臨古寫生山水畫如繪贈安和的山水手卷；人物如南極仙翁、柳蔭仕女等；走獸如猿戲虬松圖[15]；花鳥及溥氏獨有的幽默漫畫寓意反諷之作如醉狐圖、噴水大仙等，皆為其重要作品[16]。
- 啟功：「如論先生的一生，說是詩人、是文人、是書人、是畫人，都不能完全無所偏重或罣漏，只有『才人』二字，庶幾可算比較概括吧！」
- 啟功：「先生作畫，有一毛病，無可諱言：即是懶於自己構圖起稿。」
- 何炎泉：「雖然是寫他人作品，溥心畬透過精湛筆墨的演出，依舊展露出個人的藝術造詣，畫中的氣息與格調也完全變樣，演繹出許多原畫所缺乏的特色。」
- 周棄子：「溥心畬死了，中國文人畫的最後一筆也畫完了！」[17]
- 彭醇士：「刻意馬夏，而高雅過之，尤為人士所稱。至於題詠之美，書法超絕，當代一人而已。」[18]

## 外部連結
- 國立歷史博物館 書畫鍾馗 溥心畬 主題學習網
- 國立歷史博物館 館藏大師 溥心畬 APP   （页面存档备份，存于）
- 舊王孫溥心畬書畫文物特展 （页面存档备份，存于）
- 溥心畬先生詩與詞的研究 （页面存档备份，存于）
- 溥心畬 （页面存档备份，存于） 溥心畬的一些畫作典藏
- 溥儒(溥心畬)-享譽國際的中國書畫大師 （页面存档备份，存于）
- 大中华书画网 -溥儒作品 （页面存档备份，存于）